# Prova de Brazelton
La prova de Brazelton (Neonatal Behavioral Assessment Scale o NBAS en anglès) és una de les avaluacions a les quals poden ser sotmesos els nounats.
L'escala de Brazelton és un instrument d'avaluació creat per T. Berry Brazelton, pediatre estatunidenc, el 1973.
Els nens al néixer ja tenen desenvolupats alguns moviments, ja que han estat 9 mesos a la panxa, on han rebut molts estímuls diferents.
L'escala consisteix en una sèrie de proves amb la finalitat d'amidar els principals reflexos, els canvis d'estats, la sensibilitat i la resposta a l'estimulació física i social, per tal d'avaluar les possibles necessitats d'estimulació primerenca que el nounat pugui tenir.
Aquesta escala és considerada com una de les més indicades tant per la detecció de déficit com per la identificació de les capacitats emergents del nadó.
També s'ha considerat útil per afavorir el vincle entre el nounat i els seus pares, millorant així el desenvolupament del nen.
Aquesta tècnica acostuma a aplicar-se als tres, quatre dies després del naixement del nen.

## Escala d'avaluació

### Fases de l'escala de Brazelton
La NBAS avalua les conductes del nounat en 28 ítems conductals i són valorats en una escala de 9 punts. L'escala també inclou una valoració de l'estat neurològic en 18 ítems de reflexes, cada un amb una graduació de 4 punts. Tant els ítems conductals com els de reflexos es poden administrar en una seqüència determinada i es poden agrupar en "mòduls" que segueixen un ordre establert. Els que mesuren les capacitats visuals i auditives es reuneixen en el mòdul d'orientació i s'administren conjuntament. Els altres ítems de l'escala s'agrupen en termes del nivell d'intensitat de l'estimulació requerida i s'administren segons l'augment d'aquella intensitat.
Els mòduls són els següents: 
- Mòdul d'orientació: comprén els ítems de disminució de la resposta.
- Mòdul motor-oral: aquests grup inclou els reflexes del peu, els ítems de succió i de glabela. També avalua el tó muscular de braços i cames i el tó muscular plantar.
- Mòdul troncal: inclou els ítems moderadament estimulants: desvestir i manipular, desviació tónica del cap i els ulls.
- Mòdul vestibular: comprén els ítems de màxima manipulació i estimulació, moviments defensius...
- Mòdul social-interactiu: té com a objectiu avaluar l'orientació de l'estimulació de la consciència.

### Capacitats sensorials i motores
- Oïda: l'examinador parla suaument al nounat i s'avalua la seva capacitat per a girar-se cap al so.
- Vista: s'avalua la capacitat del nounat per a girar els seus ulls seguint un baló en moviment.
- Alerta: es puntua la posició d'alerta del nounat.
- Moviments defensius: es posa una tela damunt dels ulls del nounat, i s'avalua el seu esforç per a alliberar-se d'ella.

### Canvis d'estats
- Irritabilitat: es registra el nombre de vegades que el nounat és agitat, i l'estímul que genera aquest agitament.
- Abraçada: es registra la relaxació del nounat en estat d'alerta, mentre és abraçat per l'examinador.
- Consolació: s'avalua l'esforç que requereix portar al nounat d'un estat d'empipament a un calmat.

- Tremolors: es registren els tremolors del nounat. Si són severs, poden ser un senyal d'irritació del sistema nerviós central.

- Canvis de color de la pell: es registren els canvis de color de la pell del nounat davant de determinats estímuls, com per exemple els canvis de roba o a l'empipar-los.